# مايتي بيروني
مايتي بيروني (بالإسبانية: Maite Perroni)‏ ولدت في 9 مارس 1983 هي ممثلة مكسيكية ومغنية وكاتبة أغاني وإحدى أبطال مُسلسل المتمردة ومُسلسل ماري تشوي ٱكتسبت الشهرة الدولية بتمثيلها بعض البطولات في المسلسلات المكسيكية وبكونها عضوة في مجموعة البوب المكسيكية رشحت لجائزة غرامي اللاتينية.

## حياتها المبكرة
ولدت مايتي بيروني في مدينة مكسيكو لكنها نشأت في غوادالاخارا، حتى سن 12، عندما ٱنتقلت مع عائلتها مرة أخرى إلى مكسيكو سيتي. ولديها شقيقان، وهما أدولفو وفرانسيسكو، الأول يصغرها بثلاث سنوات والثاني بتسع سنوات.
بدأت دراستها في مركز سنتيرو دي لتعليم الفنون (CEA)، وتخرجت في عام 2003.

## مسيرتها الفنية
مثلت بيروني في العديد من المسرحيات، مثل أشياء بسيطة، محبى، وكان لديك عيون المرأة.
في عام 2004 ٱلتحقت في فريق ريبيلدي، حيث صورت غوادالوبي. جنبا إلى جنب مع اوبرا صابون، وانضمت إلى فريق البوب RBD.
في عام 2007 كانت جزءا من أعضاء أسرة RBD، ولعبت إلى جانب مواطنه RBD وكانت امرأة إسمها مي وغنت أغنية «ربما غدا» وألحان أغنية «ربما غدا» من أجل «بدء من الطبعة فان الصفر» الألبوم.
بعد تفكك RBD في عام 2008، لعبت دور البطولة في حذار الملاك الذي حقق نجاحاً في جميع أنحاء العالم وعرف في الوطن العربي بماري تشوي التي تنتجها Lartilleux ناتالي.
في عام 2009 أعتبرت نجمة جنبا إلى جنب مع أوجينيو سيلر في مسلسل خطيئتي، بالإضافة إلى اشتراكها بحملة إعلانية لصالح حزب عالم البيئة الخضراء من المكسيك.
في مايو 2010 الذي كان يقوم به في المسرح عشاء في العمل من الزيجات التي كانت تلعب به دور إليزا، كما شاركت في الموسم الثالث من نساء القاتلات ولعب دور البطولة في انتصار الحب القادم منتج ميخيا سلفادور وبطولة ويليام ليفي. وفي نفس هذا العام رشحت لجائزة أفضل ممثلة في التاريخ.
في عام 2011 فازت مايتي بجائزة «فتاة أحلامي» التابعة لجائزة الشباب التي تنظمها شبكة نيفيسيون وهذه هي المرة الرابعة على التوالي التي يتم ترشيحها والثانية للحصول على هذه الجائزة. خلال حفل شارك أيضا الغناء لحن مايتي.
في عام 2012 شاركت بمسلسل Cachito de Cielo كبطلة إلى جانب النجم بيدرو فرنانديز.
في عام 2014 تم تاكيد نجوميتها كممثلة في سادس دور تلعبه في مسلسل La Gata بجانب دانيال اريناس الذي بُث في مايو 2014 .
في عام2015 شاركت في مسلسل antes muerta que lichita كبطلة بجانب arath de la torre والذي حازت من خلاله على جائزة أفضل ممثلة خلال عام 2016 وقد اعتبرت ان هذا المسلسل هو الأفضل في مسيرتها.

## قائمة المسلسلات
| عام       | عنوان                               | دور                                 | ملاحظة                 |
| --------- | ----------------------------------- | ----------------------------------- | ---------------------- |
| 2004-2006 | المتمردة                            | غوادالوبي "لوبيتا" فرنانديز         | 440 حلقة (دور رئيسي)   |
| 2007      | Lola...Erase Una Vez                | La nueva Cenicienta                 | حلقة واحدة (ضيفة)      |
| 2008      | RBD LA FAMILIA                      | ماي                                 | 13 حلقة (دور رئيسي)    |
| 2008      | ماري تشوي                           | ماريا دي خيسوس "ماري تشوي" فيلاردي  | 194 حلقة (دور رئيسي)   |
| 2009      | خطيئتي                              | لوكريسيا كوردوبا بيدرازا            | 110 حلقة (دور رئيسي)   |
| 2010      | نساء قاتلات (مسلسل)Mujeres Asesinas | إيستيلا بلانكو (Las Blanco,Viudas)  | حلقة واحدة (ضيفة نجمة) |
| 2011      | انتصار الحب                         | ماريا ديسامباردا إيتوربيدي ساندوفال | 176 حلقة (دور رئيسي)   |
| 2012      | Cachito de Cielo                    | ريناتا لانديروس                     | (دور رئيسي)            |
| 2014      | القطة                               | إزميرالدا                           | (دور رئيسي)            |
| 2015      | antes muerta que lichita            | alicia gutierrez                    | (دور رئيسي)            |

## الأفلام
| السنة | العنوان                     | الدور          | ملاحظة    |
| ----- | --------------------------- | -------------- | --------- |
| 2012  | El arribo de Conrado Sierra | نينفا          |           |
| 2015  | Selección Canina            | مايتي تيرانوفا | الصوت فقط |
| 2015  | ديك مع عدة بيوض             | دي             | الصوت فقط |

## وصلات خارجية
- مايتي بيروني على موقع IMDb (الإنجليزية)
- مايتي بيروني على موقع روتن توميتوز (الإنجليزية)
- مايتي بيروني على موقع ميوزك برينز (الإنجليزية)
- مايتي بيروني على موقع أول موفي (الإنجليزية)
- مايتي بيروني على موقع أول ميوزيك (الإنجليزية)
- مايتي بيروني على موقع ديسكوغز (الإنجليزية)
- مايتي بيروني على موقع قاعدة بيانات الفيلم (الإنجليزية)

- الموقع الرسمي